# 达沃拉梅蒂
达沃拉梅蒂（Davlameti），是印度马哈拉施特拉邦那格浦尔县的一个城镇。总人口8807（2001年）。

## 人口
该地2001年总人口8807人，其中男性4550人，女性4257人；0—6岁人口1174人，其中男590人，女584人；识字率76.87%，其中男性为86.07%，女性为67.04%。